# Syntretus poliscutus
Syntretus poliscutus är en stekelart som beskrevs av De Saeger 1946. Syntretus poliscutus ingår i släktet Syntretus och familjen bracksteklar. Inga underarter finns listade i Catalogue of Life.